# Усть-Пусошур
Усть-Пусошу́р (рос. Усть-Пусошур) — присілок в Глазовському районі Удмуртії, Росія.

## Населення
Населення — 2 особи (2010; 2 в 2002).
Національний склад станом на 2002 рік:
- удмурти — 100 %

## Урбаноніми[3]
- вулиці — Усть-Пусошурська